# Asagumo (schip, 1937)
Asagumo (Japans: 朝雲, Ochtendwolk) was een torpedobootjager van de Asashio-klasse, die dienst deed bij de Japanse Keizerlijke Marine van 1938 tot 1944.

## Ontwerp
Asagumo beschikte over twee turbines, aangedreven door drie ketels. Dit gaf het schip een machinevermogen van 37.285 kW, waarmee het een maximumsnelheid van 35 knopen kon behalen.
De primaire bewapening van het schip bestond uit zes 127 mm kanonnen, waarvan alle beschikten over een eigen geschuttoren. Verder had het schip acht 610 mm torpedobuizen, 28 maal Type 96 luchtafweergeschut en viermaal Type 93 luchtafweergeschut. Tegen onderzeeboten beschikte het schip over 36 dieptebommen.

## Dienst
Begin 1942 werd Asagumo voornamelijk gebruikt om schepen te escorteren rond Nederlands-Indië. Op de nacht van 19-20 februari participeerde het in de Slag in de Straat Badoeng, waar het een aandeel had bij het tot zinken brengen van de Britse torpedobootjager HMS Electra en zelf lichte schade opliep en vier bemanningsleden verloor. Door deze schade speelde het schip geen grote rol bij de Slag in de Javazee. In maart werden noodreparaties uitgevoerd en later die maand voer het schip terug naar Japan voor onderhoud bij Okosuka kaigun kōshō.
Eind mei 1942 voegde het schip zich bij de Midway-invasievloot als escorte. Ze deed mee tijdens de Slag bij Midway, maar speelde geen grote rol.
Eind augustus 1942 nam Asagumo deel aan de Zeeslag bij de Oostelijke Salomonseilanden.
In de periode 25 tot en met 27 oktober van datzelfde jaar speelde het schip een kleine rol bij de Zeeslag om de Santa Cruzeilanden.
Tijdens de Eerste zeeslag om Guadalcanal assisteerde ze bij het zinken van de Amerikaanse torpedobootjager USS Monssen en beschadigde ze de kruiser USS Helena. Het schip redde enkele opvarenden van zusterschip Yūdachi en assisteerde haar naderhand. Bij de Tweede zeeslag om Guadalcanal speelde het schip een kleine rol; wel redde ze een aantal opvarenden van de slagkruiser Kirishima.
Tijdens de Slag in de Bismarckzee van 1 tot 4 maart 1943 overleefde ze verschillende luchtaanvallen terwijl ze overlevenden redde van gezonken schepen. Gedurende de rest van maart en de eerste week van april heeft ze verschillende transportritten gemaakt om de Japanse positie in Kolombangara te versterken. Ze keerde terug naar Yokosuka voor reparaties op 13 april 1943.
Tijdens de Slag in de Filipijnenzee werd het schip in reserve gehouden. Ze kwam eenmaal kort in actie om een schip te assisteren die met olieproblemen kampte.
Tijdens de Slag in de Golf van Leyte werd het schip getorpedeerd door USS McDermut. 191 bemanningsleden sneuvelden en er waren 39 overlevenden, onder wie haar kapitein. De overlevers zijn door de Amerikaanse marine krijgsgevangen genomen.